# Ljubić (priimek)
Ljubić je priimek več oseb:
- Branko Ljubić, hrvaški general
- Stjepan Ljubić, hrvaški kolesar
- Stojan Ljubić, srbski partizan, narodni heroj Jugoslavije
- Šime Ljubić, hrvaški teolog in zgodovinar